# Малямыши
Малямыши — деревня в Ильинском городском округе Пермского края России.

## История
Известна с 1825 года. До марта 2019 года входила в состав ныне упразднённого Сретенское сельского поселения Ильинского района.

## География
Деревня находится в центральной части края, в пределах северо-восточной части Русской равнины, на северном берегу Обвинского залива Камского водохранилища, на расстоянии приблизительно 8 километров (по прямой) к северо-востоку от посёлка Ильинского, административного центра округа. Абсолютная высота — 130 метров над уровнем моря.
Климат
Климат характеризуется как умеренно континентальный, с морозной продолжительной зимой и коротким тёплым летом. Средняя многолетняя температура самого холодного месяца (января) составляет −15,3 — −14,7 °С, температура самого тёплого (июля) — 17,4 — 18,2 °С. Среднегодовое количество осадков — 553 мм. Снежный покров держится в течение 170—190 дней.

## Население
| 2010 |
| ---- |
| 2    |

Половой состав
По данным Всероссийской переписи населения 2010 года в половой структуре населения мужчины составляли 50 %, женщины — соответственно также 50 %.
Национальный состав
Согласно результатам переписи 2002 года, в национальной структуре населения русские составляли 100 % из 4 чел.